# NGC 2584
NGC 2584 (другие обозначения — MCG -1-22-9, PGC 23523) — спиральная галактика в созвездии Гидры. Открыта Фрэнком Муллером в 1886 году.
Кривая вращения галактики пологая. Угол закрутки её спиральных рукавов составляет 29,7 градусов.
Этот объект входит в число перечисленных в оригинальной редакции «Нового общего каталога».